# Amy Ackerman
Amy Ackerman (16 marzo 2005) è una giocatrice di badminton sudafricana.

## Palmarès
- Campionati africani

Il Cairo 2020: oro nel doppio femminile
Kampala 2021: oro nel doppio femminile e bronzo nel doppio misto
Kampala 2022: argento nel doppio femminile
Benoni 2023: oro nel doppio femminile e bronzo nel doppio misto